# Lucci Ferreira
Lucci Ferreira (Salvador, 28 de maio de 1974) é um ator brasileiro.

## Carreira
Em 1991, Lucci começou a cursar jornalismo na Universidade Federal da Bahia (UFBA), o qual acabou desistindo no terceiro ano ao interessar-se pelo teatro, realizando o curso livre na mesma universidade. Em 1994, estreou como ator no musical Cabaré Brasil. Entre 1996 e 1999, protagonizou a peça Cuida Bem de Mim como Sinval em uma obra que abordava um professor que tentava persuadir alunos rebeldes, sendo que Wagner Moura era seu reserva na época. Em 1999, substituiu Vladimir Brichta como Hans na peça Nada Será Como Antes, permanecendo até o ano seguinte Em 2001, entrou para o Teatro Olodum, integrando a peça Material Fatzer sobre soldados na Primeira Guerra Mundial que forjavam a morte para fugir da violência. No mesmo ano, interpretou Galileu Galilei na montagem A Vida de Galileu, clássico do alemão Bertolt Brecht. Entre 2002 e 2003, protagonizou a peça Brasis sobre a primeira expedição de investigação científica ocorrida no Brasil, que impactou os povos indígenas. Em 2004, esteve na peça Cabaré Brasil - Parte 2, uma continuação da primeira montagem. No mesmo ano se mudou para o Rio de Janeiro quando recebeu o convite de uma produtora de elenco da Rede Globo para integrar a reta final da telenovela Da Cor do Pecado.
Em 2005, protagonizou junto com Sheron Menezzes o seriado Juntos Somos Mais Fortes, no Canal Futura, que mostrava maneiras de aumentar o agronegócio familiar. Em 2006, ganhou destaque na minissérie JK interpretando Antenor, que traia a noiva considerada feia com a sensual Dora, interpretada por Débora Bloch. No mesmo ano esteve na telenovela Páginas da Vida interpretando o professor de teatro Horácio, um homem casado que era seduzido por uma das alunas. Pelos dois trabalhos Lucci foi indicado como ator revelação no Prêmio Contigo!. Em 2007, protagonizou a peça Antônio de Chica, remontagem do dramaturgo João Augusto da década de 1950. Em 2008, viveu um dos antagonista de Os Mutantes, na RecordTV, o policial corrupto Rodolfo, que era especializado no extermínio dos mutantes até ser contaminado com o vírus que o transformava em um deles. Pelo destaque retornou à Rede Globo em um dos papeis centrais de Paraíso, Geraldo, um rico fanfarrão que tentava se tornar um homem responsável para conquistar a independente Maria Rosa. Logo após, estreou a remontagem do musical Gota D'água, escrito por Chico Buarque em 1975.
Em 2010, esteve em Escrito nas Estrelas como Afonso, que mantinha uma filha clandestina fora do casamento. Logo após, integrou a vigésima oitava temporada de Malhação como o antagonista Rique, um homem obsessivo pela enteada. Em 2011, estreou a peça Thérèse Raquin Em 2012, deu vida ao diabo na peça Auto da Compadecida e integrou o elenco de Amor Eterno Amor como o mercenário Zenóbio, que é assassinado pela antagonista e passa a infernizá-la como espírito. Nos anos seguintes esteve nas peças Geração Pocket - Pessoas Mal Traduzidas, A Gaivota e Fazendo História. Em 2014, deu vida à Antônio na telenovela Império, um homem que vivia em conflito pela namorada se casar com um cross dresser apenas no papel para conseguir a guarda do filho. Em 2016, interpretou um dos capangas do personagem de Antônio Fagundes em Velho Chico. Em 2018, foi escalado como o advogado e radialista Patrício em O Sétimo Guardião.

## Filmografia

### Televisão
| Ano     | Título                           | Personagem                 | Notas                                     |
| ------- | -------------------------------- | -------------------------- | ----------------------------------------- |
| 2004    | A Diarista                       | Ideílson Freitas           | Temporada 1                               |
| 2004    | Da Cor do Pecado                 | Roque                      | Episódios: "24 de junho–28 de agosto"     |
| 2005    | Juntos Somos Mais Fortes         | Felipe                     |                                           |
| 2006    | JK                               | Antenor                    |                                           |
| 2006    | Páginas da Vida                  | Horácio Ramos              |                                           |
| 2007    | Sob Nova Direção                 | Rogério                    | Episódio: "Quem Casa quer Trampo"         |
| 2008    | Ó Paí, Ó                         | Farias                     | Episódio: "Mercado Branco"                |
| 2008    | Os Mutantes: Caminhos do Coração | Rodolfo Guedes             | Episódios: "20 de outubro–27 de novembro" |
| 2009    | Paraíso                          | Geraldo Valfrido Gutiérrez |                                           |
| 2010    | Escrito nas Estrelas             | Afonso Vale                |                                           |
| 2010    | A Grande Família                 | Rodrigues                  | Episódio: "A Louca da Motoca"             |
| 2010–11 | Malhação                         | Henrique Colin (Rique)     | Temporada 18                              |
| 2012    | Amor Eterno Amor                 | Zenóbio                    |                                           |
| 2012    | As Brasileiras                   | Mauro                      | Episódio: "A Desastrada de Salvador"      |
| 2013    | Salve Jorge                      | Bené                       | Episódios: "12–20 de março"               |
| 2014    | Império                          | Antônio                    |                                           |
| 2016    | A Regra do Jogo                  | Cabral                     | Episódios: "2–11 de março"                |
| 2016    | Velho Chico                      | Ernani                     |                                           |
| 2017    | Malhação: Pro Dia Nascer Feliz   | Francisco Garcêz Lopez     | Episódios: "27 de fevereiro–20 de março"  |
| 2017    | Pega Pega                        | Cássio                     | Episódios: "6 de junho–29 de julho"       |
| 2017    | A Força do Querer                | Werneck                    | Episódios: "9–12 de outubro"              |
| 2018    | O Sétimo Guardião                | Patrício Nasser            |                                           |
| 2021    | Nos Tempos do Imperador          | Coronel Floriano           | Episódios: "16–24 de agosto"              |
| 2022    | Pantanal                         | Davi                       |                                           |

### Cinema
| Ano  | Filme                    | Personagem  | Nota(s)        |
| ---- | ------------------------ | ----------- | -------------- |
| 1998 | Cinderela Baiana         | Bucha       |                |
| 2006 | O Menino do Rio Vermelho | Hebert      | Curta-metragem |
| 2006 | Mulheres do Brasil       | Zeca        |                |
| 2007 | Meteoro                  | Aloísio     |                |
| 2014 | Não Pare na Pista        | Raul Seixas |                |

## Teatro
| Ano          | Título                                     | Personagem      |
| ------------ | ------------------------------------------ | --------------- |
| 1994         | Cabaré Brasil                              | Jimmy           |
| 1996–99      | Cuida Bem de Mim                           | Sinval          |
| 1999–00      | Nada Será Como Antes                       | Hans            |
| 2001         | Material Fatzer                            | Soldado Morgan  |
| 2001–02      | A Vida de Galileu                          | Galileu Galilei |
| 2002–03      | Brasis                                     | Piaí            |
| 2004         | Cabaré Brasil - Parte 2                    | Jimmy           |
| 2007         | Antônio de Chica                           | Antônio         |
| 2009         | Gota D'água                                | Jasão           |
| 2011         | Thérèse Raquin                             | Laurent         |
| 2012         | Vicente Celestino: A Voz Orgulho do Brasil | Lobato          |
| 2012 2015–16 | Auto da Compadecida                        | Diabo           |
| 2013         | Geração Pocket - Pessoas Mal Traduzidas    | Felipe          |
| 2014         | A Gaivota                                  | Trigorin        |
| 2014         | Fazendo História                           | Oliver          |
| 2016         | O Casamento Suspeitoso                     | Roberto Flávio  |

## Prêmios e indicações
| Ano  | Prêmio          | Categoria      | Trabalho da indicação | Resultado | Ref.   |
| ---- | --------------- | -------------- | --------------------- | --------- | ------ |
| 2007 | Prêmio Contigo! | Ator revelação | JK e Páginas da Vida  | Indicado  | [ 15 ] |